# Ruth Hammerbacher
Ruth Hammerbacher (* 17. Januar 1953 in West-Berlin) ist eine ehemalige deutsche Politikerin der Grünen.

## Leben

### Ausbildung und Beruf
Nach dem 1971 abgelegten Abitur studierte Ruth Hammerbacher an den Universitäten Berlin, Bielefeld und Münster Soziologie, Politikwissenschaft, Psychologie und Rechtswissenschaft mit einem Abschluss in Soziologie.

### Politik

Ruth Hammerbacher auf der Bundesdelegiertenversammlung der Grünen in Duisburg, 1989

Ruth Hammerbacher kam von der Sozialdemokratischen Partei Deutschlands, der sie 1976 beigetreten war, 1979 zu den Grünen. Von 1981 bis 1986 war sie Ratsmitglied und Beigeordnete der Stadt Osnabrück. Während der 11. Wahlperiode war sie vom 21. Juni 1986 bis zum 17. März 1989 Mitglied des Niedersächsischen Landtages und von 1986 bis 1987 Fraktionssprecherin. 1989 wurde sie gemeinsam mit Ralf Fücks und Verena Krieger zur Bundesvorstandsprecherin der Partei gewählt, blieb aber nur bis 1990 im Amt.

### Tätigkeiten nach der politischen Laufbahn
Nach dem Ausscheiden aus der Politik war Hammerbacher von 1994 bis 2018 Geschäftsführerin und Alleingesellschafterin der hammerbacher GmbH in Osnabrück und arbeitet seither als selbständige Beraterin und Moderatorin in der Projektentwicklung. Ehrenamtlich war sie Mitglied im Vorstand des bundesweiten Fachverbands Fußverkehr Deutschland, FUSS e. V. und ist weiterhin als Sprecherin der FUSS-Ortsgruppe Osnabrück tätig. Hammerbacher ist zudem Vorsitzendes des Ende 2024 gegründeten Vereins zuFuß!.